# Jean IV de Châteauvillain
Jean IV de Châteauvillain, né après 1326 et mort le 19 septembre 1356 lors de la bataille de Poitiers durant la Guerre de Cent Ans, est seigneur de Châteauvillain, Arc-en-Barrois et Nully au milieu du XIVe siècle. Il est le fils aîné de Jean III de Châteauvillain et de son épouse Marguerite de Noyers.

## Biographie

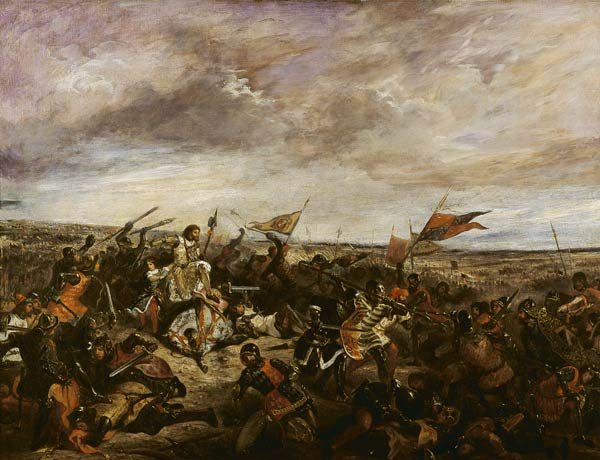
La Bataille de Poitiers
Eugène Delacroix, 1830
Musée du Louvre, Paris

Il devient seigneur de Châteauvillain et Arc-en-Barrois en 1355 lors du décès de son père Jean III de Châteauvillain. Le 13 novembre de cette même année, il effectue avec ses sœurs Jeanne et Marie le partage des effets mobiliers de leur père.
Le 13 février 1356, il effectue une donation à Simon de Latrecey.
Il combat ensuite lors de la Guerre de Cent Ans et participe à la bataille de Poitiers le 19 septembre 1356 où il trouve la mort. Il est inhumé au couvent des frères minimes de cette ville.
À sa mort, il est le dernier descendant mâle de sa famille et la lignée des seigneurs de Châteauvillain s’éteint. Ses biens sont alors partagés entre ses deux sœurs. L'aînée Jeanne devient dame de Châteauvillain tandis que la puînée Marie hérite d'Arc-en-Barrois.

## Mariage et enfants
Jean IV de Châteauvillain n'a pas contracté d'union et n'a pas eu de descendances,.